# BMW i3 (G28)
BMW i3 (код моделі G28 BEV) — компактний електромобіль представницького класу з кузовом типу седан, який випускається компанією BMW з 2022 року для китайського ринку. Є представником суббренду BMW i.

## Опис

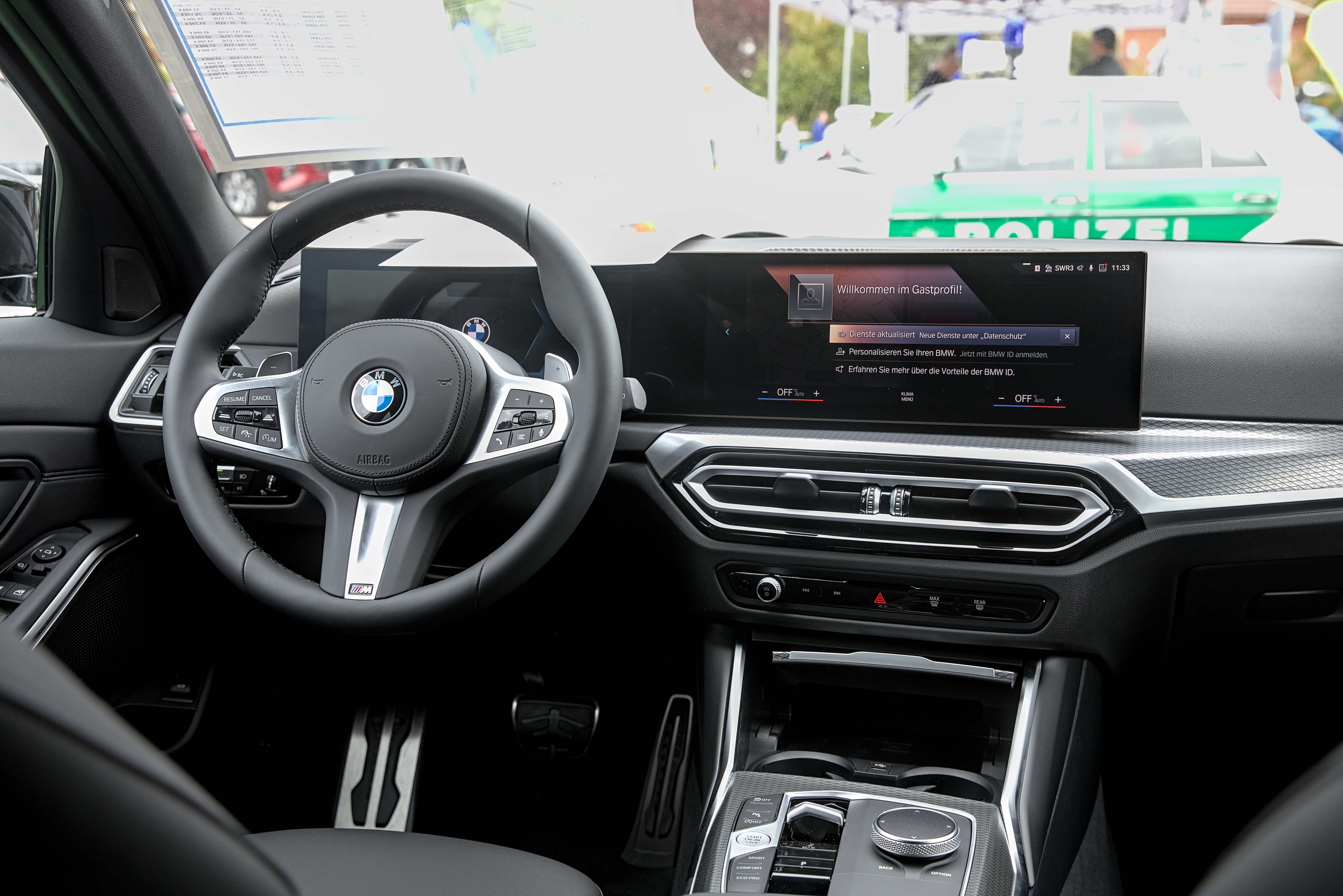

BMW i3 (G28) — це акумуляторна електрична версія 3-ї серії (G28) з подовженою колісною базою. Він був представлений у березні 2022 року в одній моделі під назвою i3 eDrive35L.
G28 i3 оснащено найновішими компонентами трансмісії Gen5 eDrive, які використовуються в iX3, i4 та iX. Заявлений показник 0–100 км/год становить 6,2 секунди, запас ходу 526 км. Зарядити електрокар BMW на 80% можна за 35 хвилин.